# Saint-Pierre-du-Lorouër
Saint-Pierre-du-Lorouër est une commune française, située dans le département de la Sarthe en région Pays de la Loire, peuplée de 363 habitants.
La commune fait partie de la province historique du Maine, et se situe dans le Haut-Maine.

## Géographie
Saint-Pierre-du-Lorouër est un village sarthois situé à 37 km au sud-est du Mans. La commune est implantée dans la Vallée de la Veuve. Elle est dominée à l'Ouest sur le plateau par la forêt de Bercé.

### Communes limitrophes
|                          | Saint-Vincent-du-Lorouër |              |
| Saint-Vincent-du-Lorouër | Saint-Pierre-du-Lorouër  | Courdemanche |
| Thoiré-sur-Dinan         | Chahaignes               | Lhomme       |

### Climat
Pour des articles plus généraux, voir Climat des Pays de la Loire et Climat de la Sarthe.
En 2010, le climat de la commune est de type climat océanique dégradé des plaines du Centre et du Nord, selon une étude du CNRS s'appuyant sur une série de données couvrant la période 1971-2000. En 2020, Météo-France publie une typologie des climats de la France métropolitaine dans laquelle la commune est exposée à un climat océanique altéré et est dans la région climatique  Moyenne vallée de la Loire, caractérisée par une bonne insolation (1 850 h/an) et un été peu pluvieux. 
Pour la période 1971-2000, la température annuelle moyenne est de 10,9 °C, avec une amplitude thermique annuelle de 14,6 °C. Le cumul annuel moyen de précipitations est de 701 mm, avec 11,7 jours de précipitations en janvier et 7,2 jours en juillet. Pour la période 1991-2020, la température moyenne annuelle observée sur la station météorologique de Météo-France la plus proche, sur la commune de Saint-Christophe-sur-le-Nais à 21 km à vol d'oiseau, est de 12,1 °C et le cumul annuel moyen de précipitations est de 682,2 mm,. Pour l'avenir, les paramètres climatiques de la commune estimés pour 2050 selon différents scénarios d'émission de gaz à effet de serre sont consultables sur un site dédié publié par Météo-France en novembre 2022.

## Urbanisme

### Typologie
Au 1er janvier 2024, Saint-Pierre-du-Lorouër est catégorisée commune rurale à habitat dispersé, selon la nouvelle grille communale de densité à sept niveaux définie par l'Insee en 2022.
Elle est située hors unité urbaine et hors attraction des villes,.

### Occupation des sols
L'occupation des sols de la commune, telle qu'elle ressort de la base de données européenne d’occupation biophysique des sols Corine Land Cover (CLC), est marquée par l'importance des territoires agricoles (66,4 % en 2018), une proportion sensiblement équivalente à celle de 1990 (66,3 %). La répartition détaillée en 2018 est la suivante : 
prairies (35,1 %), forêts (29,8 %), terres arables (28,9 %), zones agricoles hétérogènes (2,4 %), zones urbanisées (1,9 %), milieux à végétation arbustive et/ou herbacée (1,8 %). L'évolution de l’occupation des sols de la commune et de ses infrastructures peut être observée sur les différentes représentations cartographiques du territoire : la carte de Cassini (XVIIIe siècle), la carte d'état-major (1820-1866) et les cartes ou photos aériennes de l'IGN pour la période actuelle (1950 à aujourd'hui).

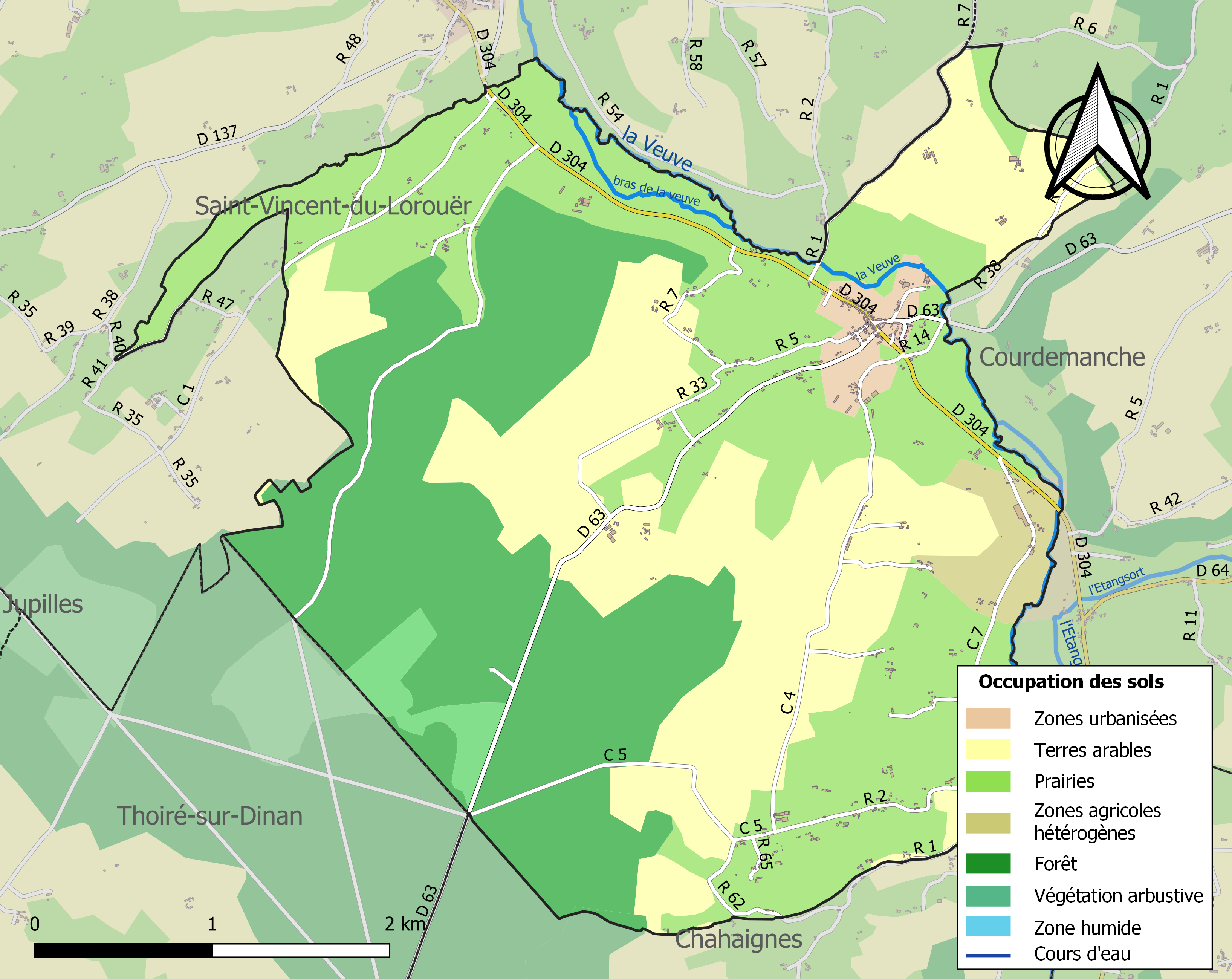
Carte des infrastructures et de l'occupation des sols de la commune en 2018 (CLC).

## Toponymie
Le toponyme Lorouër a une origine incertaine. La commune de Saint-Pierre partage toutefois ce terme avec la commune voisine de Saint-Vincent-du-Lorouër. Vraisemblablement, il pourrait s'agir d'une déformation tardive d'un terme latin pouvant renvoyer à la fois à Laboratorio (« travail de la terre », « fermage ») ou à Oratorio (« lieu de culte », « chapelle »)[réf. à confirmer].

## Histoire

### Premières mentions
Autour de l'année 1256, la paroisse est mentionnée dans une donation faite au chapitre du Mans. Le fief dit de la Cour situé à l'entrée est du village de Saint-Pierre existe dès 1280.

## Politique et administration
| Période                                  | Période   | Identité           | Étiquette | Qualité                       |
| ---------------------------------------- | --------- | ------------------ | --------- | ----------------------------- |
| 1977                                     | 1989      | Maurice Vérité     | SE        |                               |
| (avant 2001)                             | mars 2008 | Philippe Papin     | Verts     |                               |
| mars 2008                                | mars 2014 | Didier Verité      | SE        | Responsable domaine assurance |
| mars 2014                                | mai 2020  | Noël Leroux        | SE        | Éducateur en foyer de vie     |
| mai 2020                                 | En cours  | Catherine Trappler | SE        |                               |
| Les données manquantes sont à compléter. |           |                    |           |                               |

## Démographie
L'évolution du nombre d'habitants est connue à travers les recensements de la population effectués dans la commune depuis 1793. Pour les communes de moins de 10 000 habitants, une enquête de recensement portant sur toute la population est réalisée tous les cinq ans, les populations de référence des années intermédiaires étant quant à elles estimées par interpolation ou extrapolation. Pour la commune, le premier recensement exhaustif entrant dans le cadre du nouveau dispositif a été réalisé en 2007.
En 2022, la commune comptait 363 habitants, en évolution de −3,71 % par rapport à 2016 (Sarthe : −0,25 %, France hors Mayotte : +2,11 %).
| 1793 | 1800 | 1806 | 1821 | 1831 | 1836 | 1841 | 1846 | 1851 |
| ---- | ---- | ---- | ---- | ---- | ---- | ---- | ---- | ---- |
| 921  | 972  | 988  | 918  | 862  | 885  | 831  | 855  | 859  |

| 1856 | 1861 | 1866 | 1872 | 1876 | 1881 | 1886 | 1891 | 1896 |
| ---- | ---- | ---- | ---- | ---- | ---- | ---- | ---- | ---- |
| 853  | 797  | 788  | 704  | 701  | 667  | 633  | 618  | 603  |

| 1901 | 1906 | 1911 | 1921 | 1926 | 1931 | 1936 | 1946 | 1954 |
| ---- | ---- | ---- | ---- | ---- | ---- | ---- | ---- | ---- |
| 571  | 609  | 615  | 559  | 563  | 547  | 569  | 571  | 542  |

| 1962 | 1968 | 1975 | 1982 | 1990 | 1999 | 2006 | 2007 | 2012 |
| ---- | ---- | ---- | ---- | ---- | ---- | ---- | ---- | ---- |
| 496  | 454  | 386  | 328  | 301  | 339  | 365  | 369  | 378  |

| 2017 | 2022 | - | - | - | - | - | - | - |
| ---- | ---- | - | - | - | - | - | - | - |
| 377  | 363  | - | - | - | - | - | - | - |

## Lieux et monuments
- Église Saint-Pierre.
- Manoir du Follet.
- Manoir de la Cour, seigneurie de la paroisse jusqu'en 1789. Édifice du XVe siècle autrefois doté de douves et d'un colombier[19].
- Manoir des Clos, édifice de la fin du Moyen Âge[20].
- Manoir des Roches, édifice du XVe siècle par la suite fortement remanié[21].